# NAACP Image Awards 2009
Die NAACP Image Awards wurden am 12. Februar 2009 zum 40. Mal von der National Association for the Advancement of Colored People (NAACP) im Shrine Auditorium in Los Angeles vergeben.

## Gewinner und Nominierte im Bereich Film

### Bester Film
Die Bienenhüterin 
- Sieben Leben
- Cadillac Records
- The Family That Preys
- Miracle at St. Anna

### Beste Regie
Gina Prince-Bythewood – Die Bienenhüterin 
- Darnell Martin – Cadillac Records
- Spike Lee – Miracle at St. Anna
- Patrik-Ian Polk – Noah’s Arc: Jumping the Broom
- Tyler Perry – The Family That Preys

### Bester Hauptdarsteller
Will Smith – Sieben Leben 
- Jeffrey Wright – Cadillac Records
- Derek Luke – Miracle at St. Anna
- Rob Brown – The Express
- Don Cheadle – Traitor

### Beste Hauptdarstellerin
Rosario Dawson – Sieben Leben 
- Angela Bassett – Meet the Browns
- Alfre Woodard – The Family That Preys
- Dakota Fanning – Die Bienenhüterin
- Queen Latifah – Die Bienenhüterin

### Bester Nebendarsteller
Columbus Short – Cadillac Records 
- Cedric the Entertainer – Cadillac Records
- Mos Def – Cadillac Records
- Dev Patel – Slumdog Millionär
- Nate Parker – Die Bienenhüterin

### Beste Nebendarstellerin
Taraji P. Henson – Der seltsame Fall des Benjamin Button 
- Beyoncé Knowles – Cadillac Records
- Jennifer Hudson – Die Bienenhüterin
- Alicia Keys – Die Bienenhüterin
- Sophie Okonedo – Die Bienenhüterin

## Gewinner und Nominierte im Bereich Fernsehen

### Beste Serie – Comedy
House of Payne 
- 30 Rock
- Alle hassen Chris
- Alles Betty!
- The Game

### Bester Serien-Hauptdarsteller – Comedy
LaVan Davis – House of Payne 
- Donald Faison – Scrubs – Die Anfänger
- Terry Crews – Alle hassen Chris
- Paul James – Greek
- Tyler James Williams – Alle hassen Chris

### Beste Serien-Hauptdarstellerin – Comedy
Tracee Ellis Ross – Girlfriends 
- Cassi Davis – House of Payne
- Tichina Arnold – Alle hassen Chris
- Tia Mowry – The Game
- America Ferrera – Alles Betty!

### Bester Serien-Nebendarsteller – Comedy
Lance Gross – House of Payne 
- Tracy Morgan – 30 Rock
- Larramie Shaw – House of Payne
- Dulé Hill – Psych
- Blair Underwood – The New Adventures of Old Christine

### Beste Serien-Nebendarstellerin – Comedy
Keshia Knight Pulliam – House of Payne 
- Tisha Campbell-Martin – Rita Rocks
- Wendy Raquel Robinson – The Game
- Wanda Sykes – The New Adventures of Old Christine
- Vanessa Lynn Williams – Alles Betty!

### Beste Serie – Drama
Grey’s Anatomy 
- Lincoln Heights
- The Unit – Eine Frage der Ehre
- Dr. House
- The Wire

### Bester Serien-Hauptdarsteller – Drama
Hill Harper – CSI: NY 
- Blair Underwood – In Treatment – Der Therapeut
- Anthony Anderson – Law & Order
- Dennis Haysbert – The Unit – Eine Frage der Ehre
- Omar Epps – Dr. House

### Beste Serien-Hauptdarstellerin – Drama
Chandra Wilson – Grey’s Anatomy 
- CCH Pounder – The Shield – Gesetz der Gewalt
- Wendy Davis – Army Wives
- Loretta Devine – Eli Stone
- Nicki Micheaux – Lincoln Heights

### Bester Serien-Nebendarsteller – Drama
Taye Diggs – Private Practice 
- Laurence Fishburne – CSI: Den Tätern auf der Spur
- Blair Underwood – Dirty Sexy Money
- James Pickens junior – Grey’s Anatomy
- Michael K. Williams – The Wire

### Beste Serien-Nebendarstellerin – Drama
Angela Bassett – Emergency Room – Die Notaufnahme 
- S. Epatha Merkerson – Law & Order
- Alfre Woodard – My Own Worst Enemy
- Audra McDonald – Private Practice
- Sonja Sohn – The Wire

### Bester Fernsehfilm oder Miniserie
A Raisin in the Sun 
- Die Husseins: Im Zentrum der Macht
- 24: Redemption
- Accidental Friendship
- Racing for Time

### Bester Darsteller – Fernsehfilm/Miniserie
Sean Combs – A Raisin in the Sun 
- Andre Braugher – The Andromeda Strain
- Sean Patrick Thomas – A Raisin in the Sun
- Ben Vereen – Accidental Friendship
- Charles S. Dutton – Racing for Time

### Beste Darstellerin – Fernsehfilm/Miniserie
Phylicia Rashad – A Raisin in the Sun 
- Sanaa Lathan – A Raisin in the Sun
- Audra McDonald – A Raisin in the Sun
- Chandra Wilson – Accidental Friendship
- Vanessa A. Williams – Flirting with Forty

### Bester Darsteller – Seifenoper
Bryton James – Schatten der Leidenschaft 
- Texas Battle – Reich und Schön
- Dan Martin – Reich und Schön
- Montel Williams – Springfield Story
- Cornelius Smith – All My Children

### Beste Darstellerin – Seifenoper
Debbi Morgan – All My Children 
- Christel Khalil – Schatten der Leidenschaft
- Nia Peeples – Schatten der Leidenschaft
- Eva Pigford – Schatten der Leidenschaft
- Tonya Lee Williams – Schatten der Leidenschaft

### Bestes Kinderprogramm
Dora 
- Einfach Cory
- Go, Diego, Go!
- True Jackson
- Cheetah Girls: One World

### Bester Regisseur einer Drama-Serie
Ernest R. Dickerson – Lincoln Heights 
- Anthony Hemingway – Heroes
- Paris Barclay – In Treatment
- Eriq La Salle – Law & Order: New York
- Seith Mann – The Wire

### Bester Regisseur einer Comedy-Serie
Ali LeRoi – Alle hassen Chris 
- Eric Dean Seanton – Raven blickt durch
- Tracee Ellis Ross – Girlfriends
- Ken Whittingham – Entourage
- Victor Nelli – Alles Betty!